# Pomnik nosiciela książek (księgonosza) Pawła Matulewicza

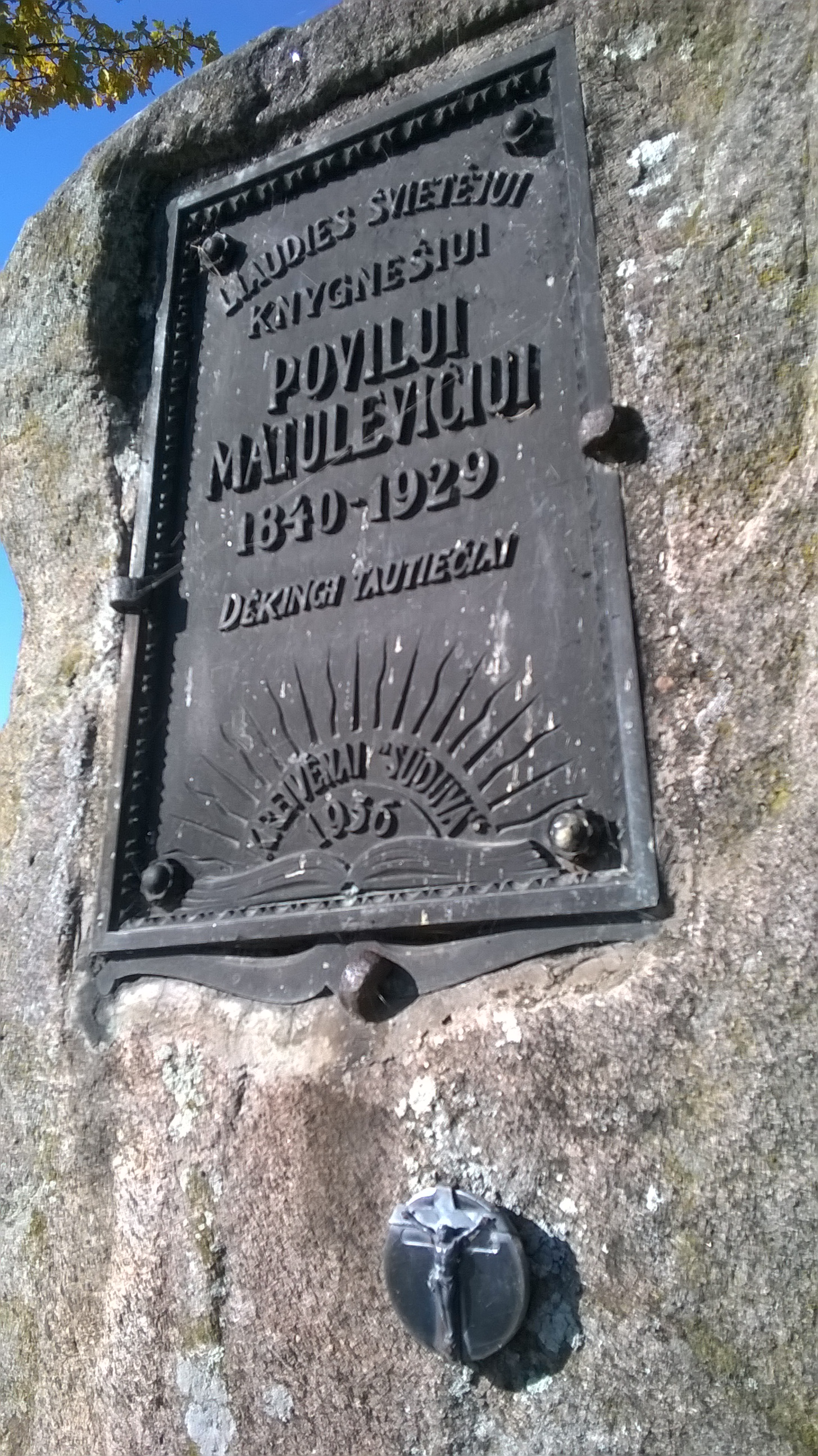
Tablica pamiątkowa na pomniku w Krejwianach

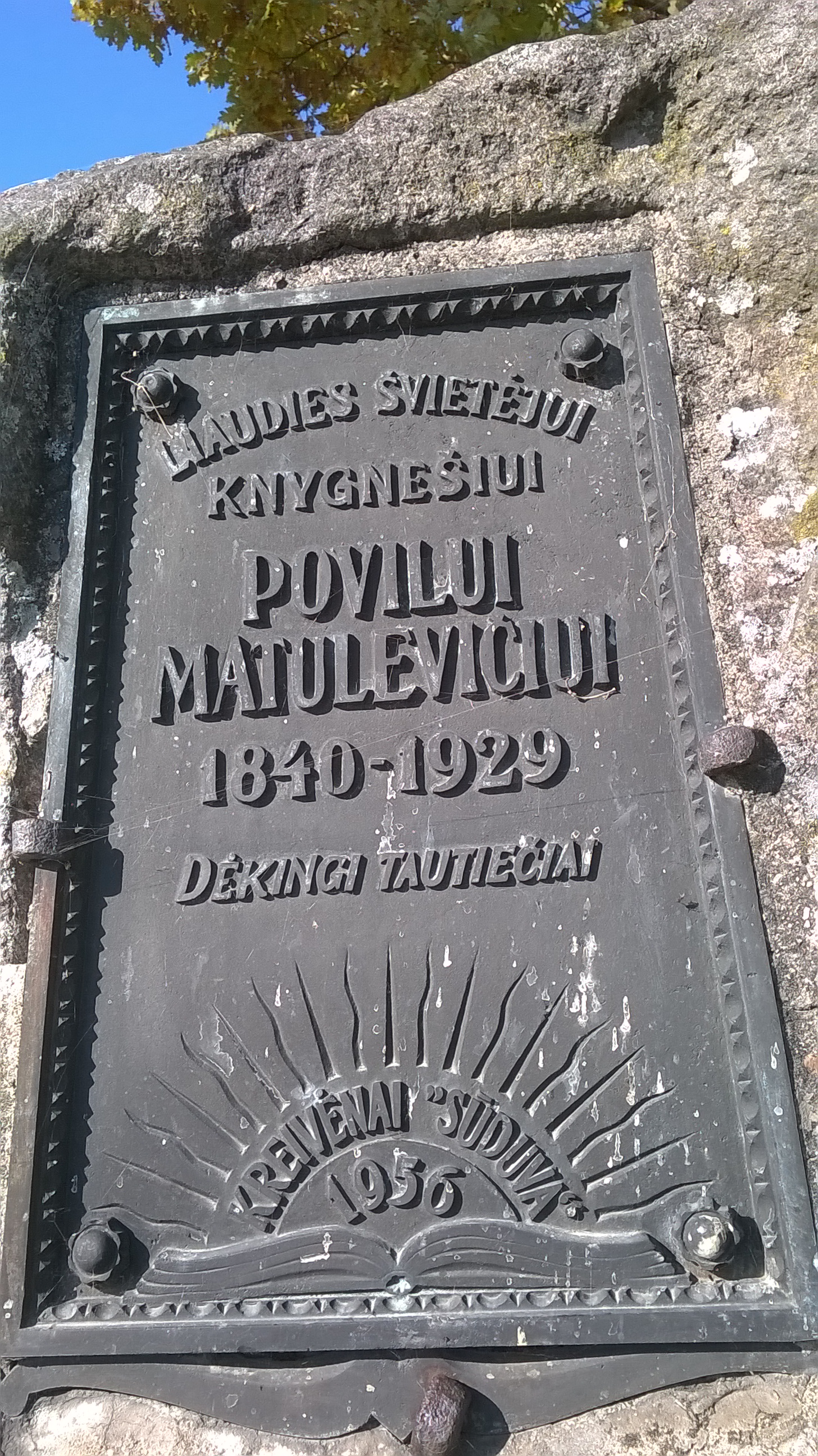
Tablica pamiątkowa na pomniku w Krejwianach

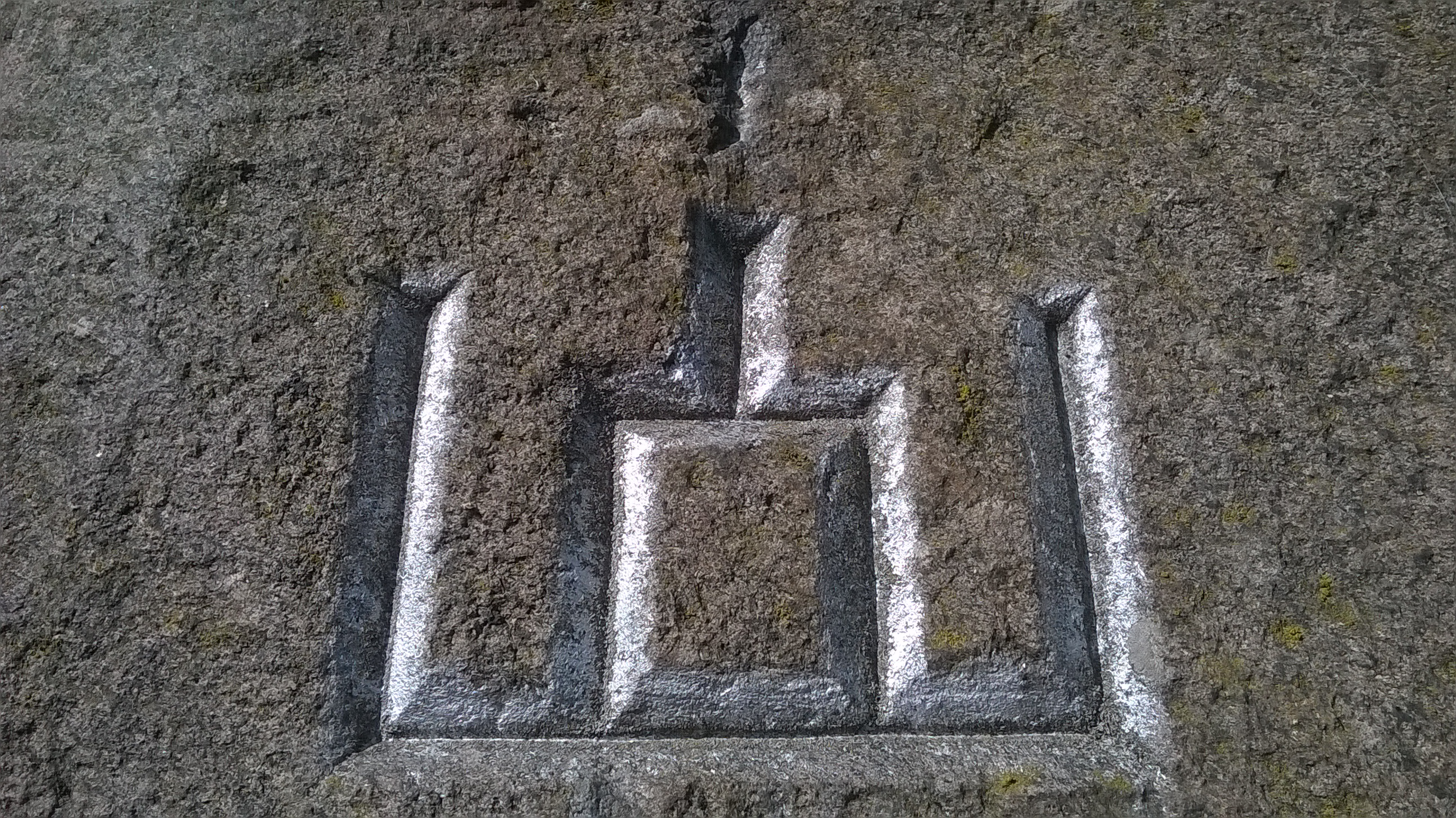
Słupy Giedymina wyryte na pomniku w Krejwianach

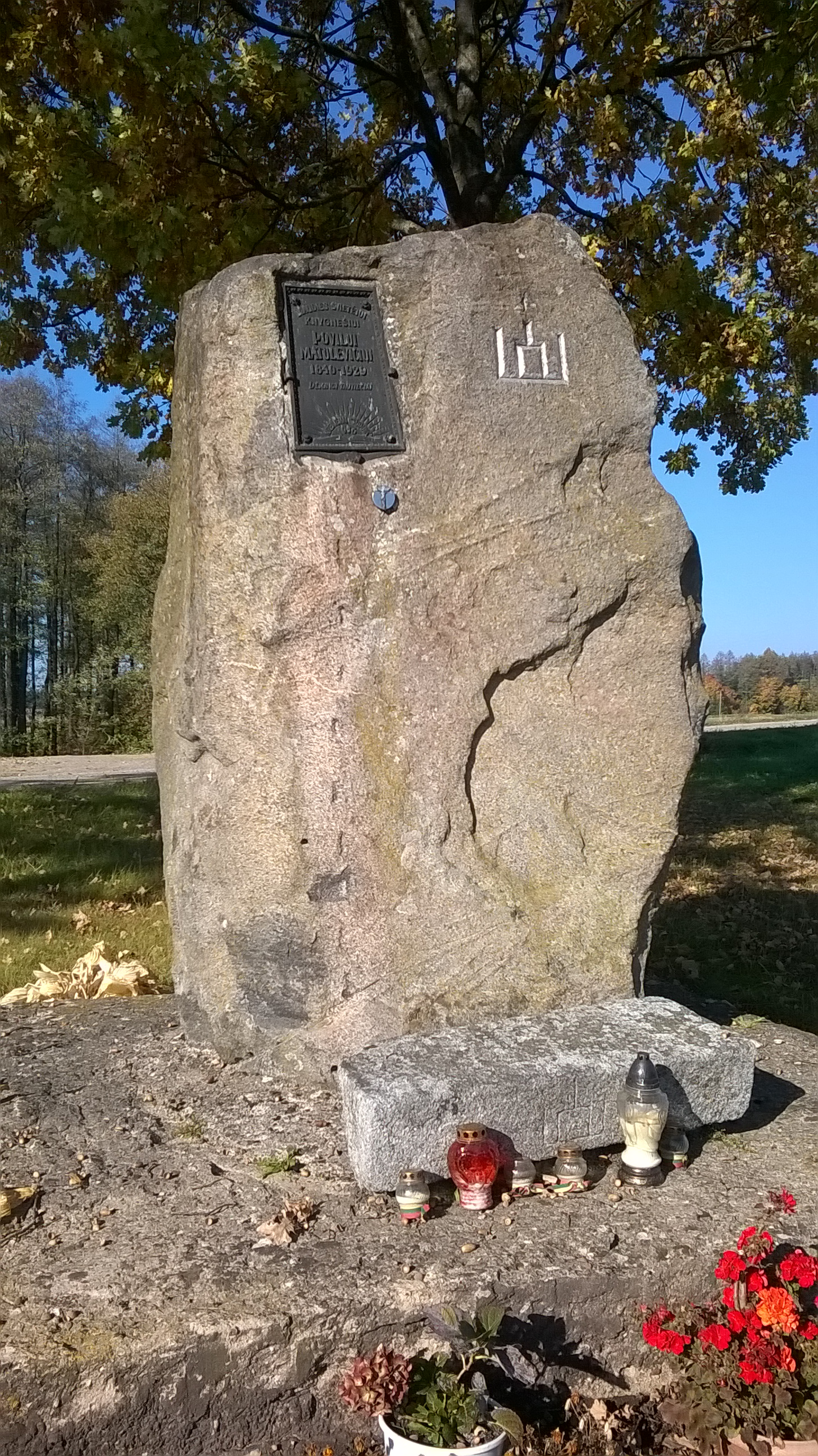
Pomnik poświęcony Pawłowi Matulewiczowi - nosicielowi książek

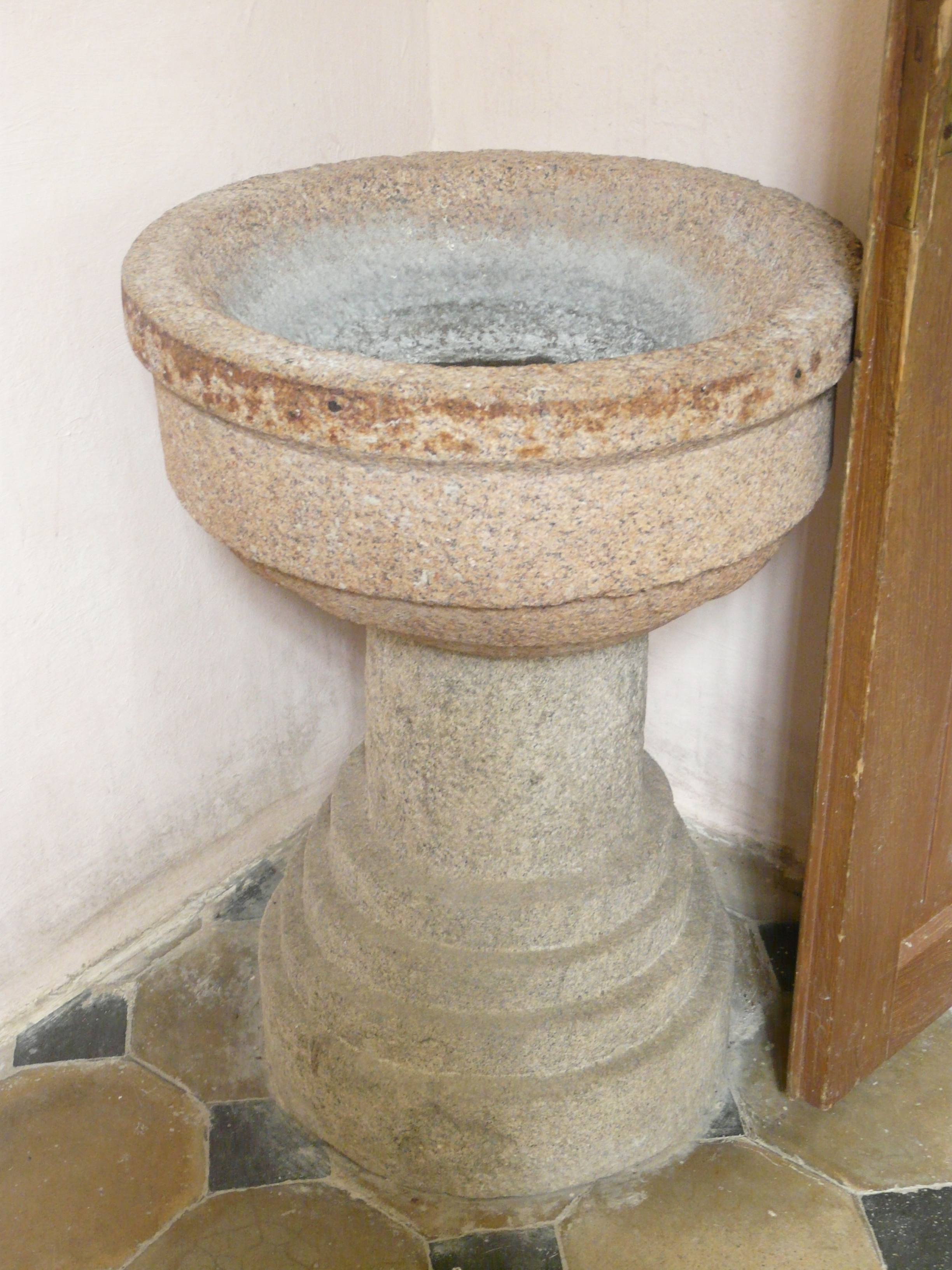
Puńsk July 2013 08. Kropielnica wykonana przez Pawła Matulewicza (w kościele w Puńsku). Źródło: https://commons.wikimedia.org/wiki/File:Punsk_July_2013_08.JPG

Pomnik nosiciela książek (lit. knygnešys, l.mn. knygnešiai) – kamienny monument znajdujący się na obrzeżach wsi Krejwiany.

## Opis pomnika
Pomnik to granitowy (dość regularnego kształtu) głaz liczący ok. 2,8 m wysokości i ok. 1,5 m szerokości. W jego górnej części przymocowano metalową (odlaną z brązu) pamiątkową tablicę z tekstem w języku litewskim. 

Inskrypcja na brązowej tablicy w tłumaczeniu na język polski: "Ludowemu działaczowi oświaty, nosicielowi książek Pawłowi Matulewiczowi (lit. Pavilui Matulevičiui) - 1840-1929 wdzięczni rodacy. Krejwiany - "Sudova" (nazwa zespołu ludowego) 1956". 
Obok tablicy, po jej prawej stronie, wygrawerowano tzw. słupy Giedymina (lit. Gediminaičių stulpai) będące rodowym herbem wielkiego księcia litewskiego Giedymina i równocześnie pełniące rolę historycznego godła Litwy. Poniżej tablicy umieszczono niewielką figurę Chrystusa rozpiętego na krzyżu (figura wpisana w okrąg). 

U stóp głazu stojącego na kwadratowym postumencie (o wymiarach 3x3 m) znajduje się prostokątny element kamienny mający 1,1 m długości, 0,37 m szerokości i 0,29 m wysokości. Na nim również wyryto symbol w postaci słupów Giedymina. Pierwotnie obok pomnika leżały dwa kamienie młyńskie obrobione przez Pawła Matulewicza (w chwili obecnej brak ich, stan - wrzesień 2018 r.). 
Inicjatorem upamiętnienia krejwiańskiego nosiciela książek był Piotr Rołow (lit. Petras Rolofas) dyrektor Litewskiego Domu Kultury w Puńsku oraz Antanas Valinčius - nauczyciel i poeta. W lutym 1989 r. (w setną rocznicę odzyskania przez Litwę niepodległości) nieopodal pomnika posadzono 3 dęby.  

## Historia
Upadek powstania styczniowego pociągnął za sobą falę represji i rusyfikacji. Wywózki na Sybir z jednej strony, z drugiej zaś wprowadzony zakaz wydawania litewskich druków mógł doprowadzić do kulturalnej i duchowej śmierci narodu. Antanas Tyla tak pisał o tym okresie w historii Litwy Okólniki wydawane w latach 1864-1865 przez Murawiewa (...) zabraniały wydawania litewskich elementarzy, a wkrótce potem litewskich książek czcionką łacińską w Litwie i całej Rosji. Zdecydowano, że Litwini wszystkie swoje wydawnictwa drukować mają czcionką rosyjską, tak zwaną grażdanką. (...) Poza tym nie można było przywozić książek litewskich z zagranicy. (...) Upowszechnienie cyrylicy miało doprowadzić do zerwania wszelkich kontaktów z cywilizacją zachodnioeuropejską. Jerzy Ochmański w pracy Litewski ruch narodowo-kulturalny w XIX wieku stwierdził Zakaz druków litewskich, nie mający precedensu w historii, zadał straszliwy cios kulturze litewskiej, a głównie jej najbardziej wydatnej i wpływowej dziedzinie - piśmiennictwu. W tej sytuacji jedynym sposobem ratowania kultury i tegoż piśmiennictwa stało się wydawanie zakazanych druków za granicą, na terenie Prus Wschodnich, m.in. w Tylży i Królewcu. Następnie zaś nielegalną produkcję przemycano przez granicę i kolportowano w całej Litwie. Procederem tym zajmowali się tzw. nosiciele książek - knygnešiai, czasem określani również mianem "przemytników książek". 

## Paweł Matulewicz (lit. Povilas Matulevičius)
Paweł Matulewicz (1840-1929), urodził się we wsi Poluńce (w j. lit. Paliūnai), był synem Bartłomieja i Róży z Sokołowskich. 

Co do daty jego urodzenia pojawiają się sprzeczne informacje. Juozas Vaznelis stwierdził, iż zgodnie z informacją podaną w akcie zgonu Matulewicz umarł mając 78 lat. Tak więc musiał urodzić się w 1851 r., natomiast większość publikowanych materiałów wymienia rok 1840 lub 1846 jako datę jego urodzenia. 

Wraz z żoną Katarzyną (z domu Rusiecka) zamieszkał we wsi Krejwiany, gdzie oprócz prowadzenia niewielkiego gospodarstwa rolnego zajmował się kamieniarstwem. Małżonkowie doczekali się 14 dzieci (wg relacji wnuczki - Janiny Burdulyte). W pobliskim Puńsku, w tamtejszym katolickim kościele  pw. Wniebowzięcia Najświętszej Maryi Panny, można po dziś dzień oglądać wykonaną przez Matulewicza kamienną kropielnicę (aspersorium) oraz schody, których zleceniodawcą był ksiądz Simonas_Norkus (Szymon Narkiewicz). Nie to jednak przyniosło sławę kamieniarzowi z Krejwian. 

Okres jego życia przypadł na trudny czas związany z wynaradawianiem i rusyfikacją. Społeczeństwo litewskie podjęło nierówną walkę o przetrwanie kultury i świadomości narodowej. Jedną z jej form było nielegalne rozpowszechnianie wydawnictw w języku litewskim drukowanych w Prusach Wschodnich. Przemytem tych publikacji (m.in. z Tylży) zajmowali się w latach 80. i 90. XIX w. przemytnicy-nosiciele książek (z lit. knygnešiai). Litewskie druki trafiały do rąk chłopów, mieszczan, księży. Matulewicz wielokrotnie przekraczał nielegalnie granicę uciekając przed żandarmami.  Przenoszone przez niego książki trafiały głównie do Puńska i okolicznych wsi. 

Nosiciele książek uważani byli przez władze carskie za szczególnie niebezpieczny element społeczny. Ich pamięć uczczono w niepodległej Litwie pomnikiem ku czci nieznanego kolportera książek (Kowno), zaś 16 marca na Litwie jest obchodzony Dzień Kolportera Książek (Knygnešio diena).

## Ciekawostka
W 2011 r. wyprodukowano na Litwie film „Knygnešys“ w reżyserii Jonasa Trukanasa opowiadający historię nosicieli książek. 